# تفكك أسري

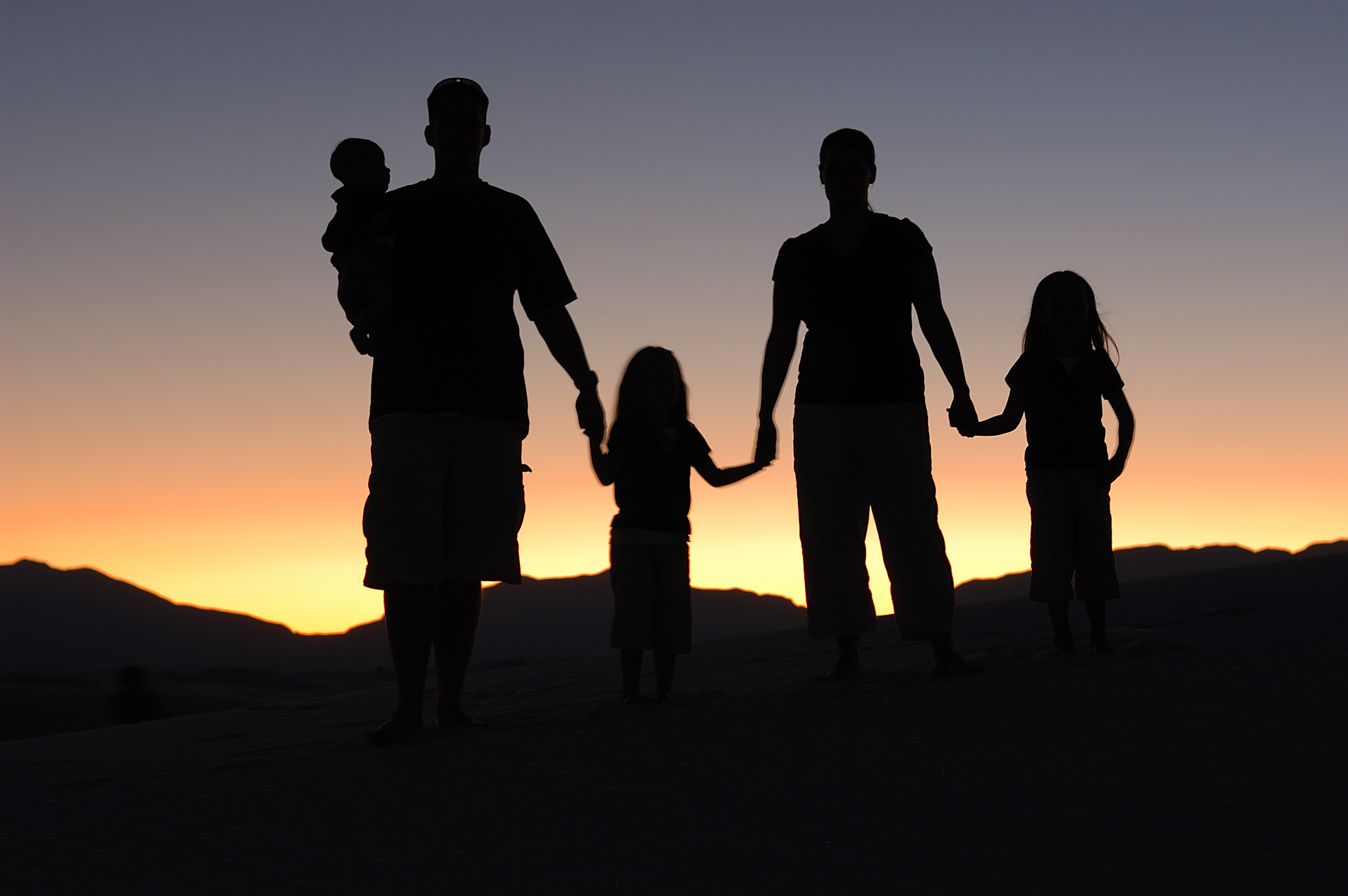

التفكك الأسري أو التصدع الأسري حالة من الخلل الوظيفي نتيجة لخلافات أو تخلي أحد الوالدين عن الأدوار الأساسية المنوطة به، مما يؤدي إلى خلل وظيفي عام لعمل الأسرة ككل، والذي يعرف في المفاهيم الاجتماعية بالتفكك الأسري، ويشير إلى الفشل في الدور التربوي الرئيس للأسرة حيث ينخفض مستوى مساهمتها في عملية التنشئة الاجتماعية، وفي بناء شخصية الفرد بصورة مستمرة وضبط سلوك الفرد وتوجيهه وفق متطلبات الحياة. فهو انهيار الوحدة الاسرية وانحلال بناء الادوار الاجتماعية لافراد الاسرة.
الأسرة المختلة هي عائلة يتواجد فيها النزاع، وسوء السلوك/التصرف، وغالباً ما يكون إهمال الأطفال أو سوء معاملتهم على وجه الخصوص من جانب الآباء مستمراً وبشكل منتظم، مما يؤدي إلى قيام أشخاص آخرين غيرهم بتلبية مثل هذه الاحتياجات. ينمو الأطفال أحيانًا في هذه العائلات على أساس فهمهم أن هذا هو التسلسل الطبيعي للعائلات بشكل عام. والأسر التي تعاني خللاً وظيفيًا هي السبب الرئيسي لإنتاج نوعين من الأشخاص البالغين غير الأصحاء، أحدهما عادة ما يكون مسيئًا بشكل علني، وقد يتأثر أيضًا بالإدمان، مثل تعاطي المخدرات™(مثل الكحول أو المخدرات)، أو أحيانًا مرض عقلي غير معالج.
الآباء والأمهات الذين يعانون من اختلال وظيفي أحداً منهم تربى في عائلة مختلة وظيفياً وقد تأثر بها. في بعض الحالات، إساءة معاملة أحد الآباء (وهو في الغالب يكون القوة الأكبر في العائلة) لأطفاله أو إهمالهم، مع عدم اعتراض الوالد الآخر أو عدم قدرته على الاعتراض، يؤدي إلى تضليل الأطفال في الحكم واللوم على أي منهم.

## مفهوم التفكك الأسري

### لغة
تفكك الشيء أي انفصلت أجزائه عن بعضها البعض. قال ابن منظور: وفَكَكْتُ الشيء خَلَّصْته وكل مشتبكين فصلتهما فقد فَكَكْتَهما وكذلك التَّفْكِيك، قال:ابن سيده فَكَّ الشيءَ يفُكُّه فَكّاً فانْفَكَّ فصله. التَّفْكِيكُ: الفَصْلُ بين المُشْتَبِكَيْن.

### اصطلاحاً
يراد بظاهرة التفكك انهيار وحدة اجتماعية وتداعي بنائها واختلال وظائفها وتدهور نظامها سواء كانت هذه الوحدة شخص أم جماعة أم مؤسسة أم أمة بأسرها، وهو عكس الترابط والتماسك., يعرف «أحمد يحي عبد الحميد» التفكك الأسري بأنه «انهيار الوحدة الأسرية وتحلل أو تمزق نسيج الأدوار الاجتماعية، عندما يخفق فرد أو أكثر من أفرادها في القيام بالدور المناط به على نحو سليم، وبمعنى آخر هو رفض التعاون بين أفراد الأسرة وسيادة عمليات التنافس والصراع بين أفرادها». ويعرّفه غيث: وهن أو سوء تكيف وتوافق أو انحلال يصيب الروابط التي تربط الجماعة الأسرية كل مع الآخر، ولا يقتصر وهن هذه الروابط على ما قد يصيب العلاقة بين الرجل والمرأة، بل قد يشمل أيضاً علاقات الوالدين بابنائهما.

## تعدد أسماء مصطلح التفكك الأسري
تعددت التسميات لمصطلح التفكك الأسري، فمنها:
- تصدع الأسرة.
- الأسرة المحطمة.
- التفكك العائلي.
- العائلة المتداعية.

إن التنوع في الألفاظ لا يخرج عن كونها تشير إلى معنى واحد، ويعود سبب هذا التنوع في الألفاظ إلى ترجمة بعض المصطلحات الاجنبية مثل: (Broken Home - The Broken family)، ولكنها بمجملها تشير إلى تفكك الأسرة بسبب عدة عوامل.

## أنواع التفكك الأسري
هناك نواعان من التفكك الأسري هما:

### التفكك النفسي
ويسمى بالتفكك المعنوي، يكون الوالدان موجودين جسدياً؛ ولكن هناك خلافات مستمرة، ويقل في هذه الأسر احترام حقوق الأفراد ولا يشعر فيه الأبناء بالانتماء.ويظهر في التفكك المعنوي الاضطراب الذي يسود العلاقات بين أفراد الأسرة، وسوء التفاهم الحاصل بين الوالدين وانعكاساته على شخصية الأولاد، وجهل الوالدين بأساليب التربية السليمة.

### التفكك البنائي
ويسمى أيضاً بالتفكك المادي ، وينشأ من غياب الوالدين أو أحدهما بالموت أو الطلاق أو الانفصال أو الانشغال.
تصنيف آخر للتفكك الأسري:
- التفكك الأسري الجزئي: الناتج عن حالات الانفصال والهجر المتقطع حيث يعود الزوجان إلى الحياة الأسرية غير أنها تبقى حياة مهددة من وقت لآخر بالهجر والانفصال.
- التفكك الأسري الكلي: الناتج عن الوفاة أو الطلاق أو قتل أحد الزوجين أو كلاهما.[16]

## أسباب التفكك الأسري
التفكك الاسري يحدث لاسباب عديدة منها:
1. الطلاق.
2. وفاة أحد الوالدين أو كلاهما.
3. إدمان أحد الوالدين على المخدرات أو المشروبات الكحولية.
4. السجن.
5. الهجرة.[17]
6. عدم التوافق الجنسي بين الزوج والزوجة.
7. انخفاض دخل الاسرة، بسبب البطالة أو انخفاض الدخل الشهري للأسرة.
8. تدخل بعض الأقارب (كأهل الزوج أو الزوجة) في أمور الأسرة.
9. عدم العدل في حال تعدد الزوجات.
10. سكن بعض الأقارب مع الأسرة ومشاركتهم المادية والمعنوية للأسرة.
11. عدم ملائمة المنزل التي تقيم فيه الأسرة، فقد يكون المسكن ضيقاً مما يؤدي إلى نفور أفرادها وخروجهم خارج المنزل.
12. حالات النزاع والشجار بين أفراد الأسرة وخاصة بين الوالدين.
13. الغياب الاضطراري للأب بسبب الوفاة أو الكوارث (كالحرب) مما يؤدي إلى غياب النموذج الرجولي في الأسرة.

كما أن هناك عوامل أخرى ساهمت بشكل أو بآخر إلى إحداث شرخ في العلاقات الأسرية مثل غياب الأمن مما أدى إلى عجز أو ضعف الأسرة عن القيام بواجباتها مثل التنشئة الاجتماعية، والتربية، وتلبية حاجات أفرادها، يؤدي حتماً إلى التفكك الأسري.

## مراحل التفكك الأسري
تشير «باك» (beck) إلى أن التفكك الأسري يمر في العادة بعدة مراحل يمكن تلخيصها على النحو التالي:
- مرحلة الكمون : وهي فترة محدودة قد تكون قصيرة جداً بحيث لا يمكن ملاحظتها، والخلافات فيها سواء كانت صغيرة أو كبيرة لا يتم مناقشتها أو التعامل معها بواقعية.
- مرحلة الاستثارة: وفيها يشعر أحد الزوجين أو كلاهما بنوع من الارتباك وبأنه مهدد وغير قانع بالإشباع الذي يحصل عليه.
- مرحلة الاصطدام: وفيها يحدث الاصطدام أو الانفجار نتيجة للأفعال المترسبة، حيث تظهر الانفعالات المكبوتة لمدة طويلة.
- مرحلة انتشار النـزاع: إذا زاد التحدي والصراع والرغبة في الانتقام فإن الأمور تزداد حدة، ويؤدي ذلـك لزيادة العداء والخصومة بين الزوجين والنقد المتبادل بينهما، حيث يكون هدف كل طرف هو الانتصار على الطرف الآخر دون محاولة الوصول إلى التسوية، وينظر كل منهما إلى نفسه على أنه الإنسان المتكامل على حساب الطرف الآخر، ويزداد السلوك السلبي، وإذا كان النـزاع في البداية يتعلق بناحية معينة فإنه سرعان ما ينتشر ليغطي النواحي الأخرى المتعددة.
- مرحلة البحث عن الحلفاء: إذا لم يستطع الزوجان حل المشكلة بمفردهما فإنهمـا يبحثان عمن يساعدهما في تحقيق ذلك من الأهـل والأقارب والأصدقاء، وإذا استمر النزاع لفترة طويلة فإن القيم والمعايير التي تحكم بناء الأسرة تصبح مهددة، وهنا قد يلجأ أحد الطرفين أو كلاهما للحصول على إشباع من خلال المصادر الأخرى البديلة مثل التركيز على الاهتمام بالأطفال، أو المشاركة في الأنشطة الاجتماعية والتركيز على النجاح في العمل على حساب الإشباع الذي يتحقق داخل الأسرة.
- مرحلة إنهاء الزواج: عندما يكون لدى الزوجين على الأقل الدافعية والرغبة لتحمل مسؤولية القرار المتعلق بالانفصال تبدأ إجراءات الانفصال، والتي تعني عدم التفكير في العودة مرة أخرى للحياة الزوجية، وهنا قد يوكل أحد الطرفين أو كليهما محاميا لذلك ويلجأ للقضاء.[8]

## التفكك الأسري ودوره في السلوك الإجرامي
أشارت نتائج العديد من الدراسات إلى أن هناك علاقة وطيدة ما بين التفكك الأسري والسلوك الإجرامي، كما وجد (الربايعة،1984م): أن غياب أحد الوالدين يؤدي إلى غياب السلطة الضابطة والتوجيهية مما يعرض الشخص إلى التوتر والقلق والحرمان والاضطهاد ويشكل لديه ميلاً لممارسة السلوك الإجرامي. وفي دراسة الشمس والعقاد (1412 هـ، 137) حول تأثير العوامل الاقتصادية والاجتماعية على معدلات الجريمة، أشارا إلى أن المشكلات الأسرية تؤدي إلى ارتكاب الجرائم ومنها جرائم السرقة والجرائم الأخلاقية وجرائم تعاطي وترويج المخدرات، وأن (59%) من المبحوثين يرون أن الخلافات بين الوالدين من أهم العوامل التي أدت إلى الوقوع في الجريمة.

## أثر التفكك الأسري على الأطفال
أثبت الدراسات المختلفة في هذا المجال أن المراهقين الذين كانوا يعيشون في بيوت مفككة، كانوا يعانون من المشكلات العاطفية والسلوكية والصحية والاجتماعية بدرجة أكثر من المراهقين الذين كانوا يعيشون في بيوت عادية، وقد ثبت أن غالبية المطرودين من المدرسة بسبب سوء التكيف كانوا من بين أبناء البيوت المفككة، كذلك اتضح أن الأطفال الذين انفصل أبواهـم أو طلقا ظهر عندهم ميل شديد للغضب ورغبة في الانطواء، كما كانوا أقل حساسية للقبول الاجتماعي وأقل قدرة على ضبط النفس وأكثر ضيق.